# Christopher Hitchens
Christopher Eric Hitchens (Portsmouth, 13 de abril de 1949 – Houston, 15 de dezembro de 2011) foi um jornalista, escritor e crítico literário britânico e americano. É amplamente considerado um dos mais influentes ateus da história.[carece de fontes?]
Hitchens escreveu ou colaborou em mais de 30 livros, incluindo cinco coleções de ensaios sobre cultura, política e literatura. Era uma referência do debate público e o seu estilo confrontacional de debate tornou-o num intelectual admirado pelo público e numa figura pública polémica. Hitchens contribuiu para publicações como New Statesman, The Nation, The Weekly Standard, The Atlantic, London Review of Books, The Times Literary Supplement, Slate, Free Inquiry, e Vanity Fair.
Depois de se ter descrito como socialista democrata e anti-totalitário, Hitchens separou-se da esquerda política depois do que descreveu como uma "reação tépida" da esquerda ocidental à polémica de Os Versículos Satânicos, seguida por o que ele interpretou como a aceitação imprudente de Bill Clinton por alguns setores da esquerda e a oposição de movimentos anti-guerra à intervenção da NATO na Bósnia e Herzegovina na década de 1990. O seu apoio à Guerra do Iraque afastou-o ainda mais. Os seus textos incluem críticas a figuras públicas, entre elas Bill Clinton, Henry Kissinger, Madre Teresa e Diana, Princesa de Gales. Ele era o irmão mais velho do jornalista e autor Peter Hitchens.
Como ateu, Hitchens via todas as religiões como falsas, prejudiciais e autoritárias. Defendia a liberdade de expressão e a descoberta científica, considerando a última superior à religião como código ético de conduta da civilização humana. Ele também defendia um Estado laico. O ônus: "O que pode ser afirmado sem provas pode ser rejeitado sem provas." tornou-se conhecido como Navalha de Hitchens.

## Biografia

### Primeiros anos e educação
Christopher Hitchens nasceu em Portsmouth, Hampshire, no Reino Unido. Era o mais velho de dois filhos. Mesmo em criança, nunca teve uma boa relação com o seu irmão mais novo, o também jornalista e escritor Peter Hitchens, um ex-ateu convertido ao cristianismo. Os seus pais, Eric Ernest Hitchens (1909–1987) e Yvonne Jean Hitchens (nome de solteira: Hickman; 1921–1973) conheceram-se na Escócia, quando ambos prestavam serviço na Marinha Real Britânica durante a Segunda Guerra Mundial. O pai de Hitchens foi enviado para o navio HMS Jamaica, que participou no afundamento do navio de guerra alemão Scharnhorst na Batalha de North Cape, em 26 de dezembro de 1943. Christopher prestou homenagem à contribuição do seu pai na guerra dizendo: "Enviar uma escolta de invasores alemães para as profundezas é um dia de trabalho melhor do que algum que eu alguma vez tive". Ele também afirmou que "o comentário que o fazia recordar melhor o seu pai foi a afirmação simples de que a guerra entre 1939 e 1945 fora 'a única altura em que sabia de facto o que estava a fazer'". Mais tarde, Eric Hitchens trabalhou como contabilista para uma fábrica de barcos e numa escola preparatória.
Mais tarde na sua vida, Christopher Hitchens identificou-se como judeu secular, visto que uma parte dos seus antepassados eram judeus, o que teria sido suficiente, segundo disse certa vez, para que o tivessem deportado para um campo de extermínio, caso as leis raciais de Nuremberga ainda vigorassem.
Hitchens frequentou a escola Mount House (agora parte da Mount Kelly) em Tavistock, Devon, a partir dos oito anos de idade. Depois, frequentou a Independent Leys School em Cambridge. Em 1967, Hitchens entrou na Balliol College da Universidade de Oxford, onde foi aluno de Steven Lukes e de Anthony Kenny, e estudou Filosofia, Política e Economia, terminando o curso em 1970. Enquanto frequentava a universidade, Hitchens participou no popular programa University Challenge.
Os livros preferidos da sua adolescência foram: How Green Was My Valley de Richard Llewellyn, Darkness at Noon de Arthur Koestler, Crime e Castigo de Fyodor Dostoyevsky, Religion and the Rise of Capitalism de R.H. Tawney e as obras de George Orwell.

### Carreira
Como comentarista político, Hitchens tornou-se conhecido escrevendo para publicações, tanto no Reino Unido quanto nos Estados Unidos, ideologicamente vinculado à esquerda política. A sua mudança de posicionamento começou em 1989 após o que ele chamou de "reação tépida" da esquerda política europeia em relação ao fatwa emitido por Ayatollah Khomeini que pedia o assassinato do escritor Salman Rushdie. Os ataques de 11 de setembro de 2001 fortaleceram a sua adoção de uma posição favorável a política externa intervencionista, baseado nas suas fortes críticas do que ele chama de "fascismo com uma face islâmica" ("fascism with an Islamic face"). A adoção de Hitchens de uma posição política favorável à política externa intervencionista, o emprego do termo "islamofascista" ("Islamofascist") e seu notável apoio à Guerra do Iraque fizeram com que seus críticos o rotulassem de "neoconservador". Hitchens, entretanto, recusa esse rótulo, afirmando "eu não sou tipo algum de conservador" ("I'm not any kind of conservative"). Ele denominava esses esquerdistas que assim o chamam de serem "estalinistas sem remorsos". Hitchens foi um marxista (trotskista) na década de 1970.
Hitchens é frequentemente considerado um dos mais proeminentes expoentes do moderno ateísmo e é descrito como parte do movimento do "novo ateísmo". Seu livro God Is Not Great, publicado em 2007, o alçou a essa posição de grande destaque. Em um artigo, seu irmão Peter alegou que God Is Not Great faz diversas afirmações incorretas e, em resposta, escreveu o livro The Rage Against God.
Hitchens, juntamente com os ateístas Richard Dawkins, Sam Harris e Daniel Dennett, é frequentemente referido como um dos quatro "Cavaleiros do Ateísmo". Ele é humanista e antiteísta, e descrevia-se como um crente nos valores filosóficos do Iluminismo. Seu principal argumento é o de que o conceito de Deus ou de um ser Supremo é uma crença totalitária que destrói a liberdade individual, acreditando que a liberdade de expressão e a investigação científica deveriam substituir a religião como um meio de ensinar ética e definir a civilização humana.[carece de fontes?]
Hitchens era conhecido por sua grande admiração por George Orwell, Thomas Paine e Thomas Jefferson e também por suas fortes críticas a Madre Teresa de Calcutá (criticada no livro "The Missionary Position: Mother Teresa in Theory and Practice"), Bill e Hillary Clinton e Henry Kissinger, dentre outros. Isso, somado ao seu estilo argumentativo e confrontante de debate e escrita, o fez ganhar tanto elogios quanto deboches. O San Francisco Chronicle referiu-se a Hitchens como um crítico "persistentemente irritante com gosto" ("gadfly with gusto"). Em 2009 Hitchens foi listado pela Forbes como um dos 25 liberais mais influentes da mídia americana. O mesmo artigo disse que ele provavelmente ficaria horrorizado com a sua inclusão em tal lista, pois o seu estilo não combina com um mero rótulo de liberal.
Mantendo a sua cidadania britânica, Hitchens tornou-se um cidadão americano no seu 58º aniversário, em 13 de abril de 2007.
Faleceu em 15 de dezembro de 2011, devido a cancro do esófago, que o próprio associou a uma vida de grande consumo de tabaco e bebidas alcoólicas, porém o mesmo dizia não se arrepender de seu estilo de vida.

## Prêmios e reconhecimentos
No mês de setembro de 2005, Hitchens foi incluído em uma lista dos 100 principais intelectuais públicos ("Top 100 Public Intellectuals Poll") pela revista americana Foreign Policy e a britânica Prospect, alcançando a 5ª (#5) posição.
Em 2007, o trabalho de Hitchens para a Vanity Fair rendeu-lhe o National Magazine Award ("Prêmio Revista Nacional") na categoria "Columns and Commentary" ("Colunas e Comentários"). Em 2008, ele foi novamente finalista na mesma categoria devido a colunas escritas para a revista Slate, mas perdeu para Matt Taibbi da revista Rolling Stone.
Hitchens era um associado honorário da National Secular Society ("Sociedade Secular Nacional"), e em 1991 recebeu o Lannan Literary Awards na categoria "nonfiction" ("não-ficção").

## Filmografia
- Hell's Angel (1994; escritor, narrador) – documentário para a televisão com críticas a Madre Teresa de Calcutá[carece de fontes?]
- Diana: The Mourning After (1998; escritor, narrador) – documentário para a televisão[carece de fontes?]
- The Trials of Henry Kissinger (2002; entrevistado) – filme documentário[carece de fontes?]
- «Hidden in Plain Sight (2003)». (entrevistado)[carece de fontes?]
- Confronting Iraq: Conflict and Hope (2005; entrevistado)[carece de fontes?]
- Heaven on Earth: The Rise and Fall of Socialism (2005; entrevistado)[carece de fontes?]
- Discussions with Richard Dawkins : "The Four Horsemen" (2008; debatedor) 2 episódios de 60 minutos cada[carece de fontes?]
- Collision: "Is Christianity GOOD for the World?" (2009; matéria, debatedor) – documentário[carece de fontes?]

Em maio de 2009, Hitchens expressou interesse em adaptar God is Not Great em um documentário, aspirando ser "mais duro e engraçado" ("tougher and funnier") do que o filme Religulous de Bill Maher lançado em 2008.[carece de fontes?]

### Como autor solo
- 2010 Hitch-22: A Memoir Traduzido para o português sob o título de Hitch 22 – (Nova Fronteira – 2011).[32][33] ISBN 852092610x
- 2007 God Is Not Great. Twelve/Hachette Book Group USA/Warner Books, ISBN 0446579807 / Published in the UK as God Is Not Great: The Case Against Religion. Atlantic Books, ISBN 978-1-84354-586-6 Traduzido para o português sob o título de "Deus não é Grande – como as religiões envenenam tudo" (Ediouro, 2007).
- 2006 Thomas Paine's "Rights of Man": A Biography. Books That Shook the World/Atlantic Books, ISBN 1-84354-513-6 Traduzido para o português sob o título de "Os Direitos do Homem de Thomas Paine" (Jorge Zahar, 2007).
- 2005 Thomas Jefferson: Author of America. Eminent Lives/Atlas Books/HarperCollins Publishers, ISBN 0-06-059896-4
- 2004 Love, Poverty, and War: Journeys and Essays. Thunder's Mouth, Nation Books, ISBN 1-56025-580-3 Traduzido para o português sob o título de "Amor, Pobreza, e Guerra" (Ediouro, 2006).
- 2003 A Long Short War: The Postponed Liberation of Iraq. Plume Books
- 2002 Why Orwell Matters, Basic Books (US)/UK edition as Orwell's Victory, Allen Lane/The Penguin Press.
- 2001 The Trial of Henry Kissinger. Verso. Traduzido para o português sob o título de "O Julgamento de Kissinger" (Boitempo Editorial, 2002).
- 2001 Letters to a Young Contrarian. Basic Books. Traduzido para o português sob o título de "Cartas a um Jovem Contestador" (Companhia das Letras, 2006).
- 2000 Unacknowledged Legislation: Writers in the Public Sphere. Verso.
- 1999 No One Left to Lie To: The Triangulations of William Jefferson Clinton. Verso. Relançado como No One Left to Lie To: The Values of the Worst Family em 2000.
- 1995 The Missionary Position: Mother Teresa in Theory and Practice. Verso.
- 1993 For the Sake of Argument: Essays and Minority Reports. Verso, ISBN 0-86-091435-6
- 1990 Blood, Class, and Nostalgia: Anglo-American Ironies. Farrar, Straus & Giroux. Reissued 2004, with a new introduction, as Blood, Class and Empire: The Enduring Anglo-American Relationship, Nation Books, ISBN 1-56025-592-7)
- 1990 The Monarchy: A Critique of Britain's Favorite Fetish. Chatto & Windus, 1990.
- 1988 Prepared for the Worst: Selected Essays and Minority Reports. Hill and Wang (US)/Chatto and Windus (UK).
- 1987 Imperial Spoils: The Curious Case of the Elgin Marbles. Chatto and Windus (UK)/Hill and Wang (US, 1988) / 1997 UK Verso edition as The Elgin Marbles: Should They Be Returned to Greece? (com ensaios de Robert Browning e Graham Binns).
- 1984 Cyprus. Quartet. Edições revisadas lançadas como Hostage to History: Cyprus from the Ottomans to Kissinger, 1989 (Farrar, Straus & Giroux) e 1997 (Verso).

### Como editor solo
- 2007 The Portable Atheist: Essential Readings for the Non-Believer. Perseus Publishing. ISBN 9780306816086

### Como co-autor ou co-editor
- 2008 Is Christianity Good for the World? (co-autor, com Douglas Wilson. Canon Press, ISBN 1-59128-053-2.
- 2008 Christopher Hitchens and His Critics: Terror, Iraq and the Left (com Simon Cottee e Thomas Cushman). New York University Press.
- 2002 Left Hooks, Right Crosses: A Decade of Political Writing (co-editor, com Christopher Caldwell).
- 1994 International Territory: The United Nations, 1945-1995 (com Adam Bartos). Verso.
- 1994 When Borders Bleed: The Struggle of the Kurds (com Ed Kashi). Pantheon Books.
- 1988 Blaming the Victims: Spurious Scholarship and the Palestinian Question (contribuidor; co-editor com Edward Said). Verso, ISBN 0-86091-887-4. Reissued, 2001.
- 1976 Callaghan, The Road to Number Ten (com Peter Kellner). Cassell, ISBN 0-304-29768-2

### Como contribuinte
- 2005 A Matter of Principle: Humanitarian Arguments for War in Iraq, Thomas Cushman (editor). University of California Press, ISBN 0-520-24555-5
- 2000 Vanity Fair's Hollywood, Graydon Carter e David Friend (editores). Viking Studio.
- 2000 Safe Area Gorazde, Fantagraphics.